# ナガ (カマリネス・スル州)
ナガ市（Naga City、ビコル語： Ciudad nin Naga・Maogmang Naga、 フィリピン語(タガログ語)： Lungsod ng Naga、スペイン語：Ciudad de Naga）は、フィリピンの中部、ルソン島南部のビコル半島に位置する独立重要都市。ビコル地方の南カマリネス州に属する。1573年に開市。1575年にスペイン領フィリピンの総督フランシスコ・デ・サンデがシエダド・デ・ヌエバ・カセレスと命名し、セブ、マニラに続いて3番目のスペイン領東インドの王室都市となった。面積は84.48km2、人口は2010年の調査で174,391人、選挙の有権者が77784人、労働力は60,772人で、うち雇用されているのが57,278人、非雇用が3,494人となっている。ナガには若者が多い。27のバランガイ（町、集落）がある。
ビコル地方の他の都市に比較して面積こそ小さいが、ナガ市は経済、金融、貿易、観光、技術、教育、宗教、産業、文化におけるビコル、および南カマリネス州の中心都市である。多くの国際企業の本部がおかれ、ホテルや集合住宅も集中している。ルソン島南部の文化的な中心地でもあるため、大きなコンベンションセンターで大会が開かれ、食べ物や祭り、詩など文化が根付いている。市内にはイェッセ・ロブレドコロシアムと呼ばれる大きな競技場がある。市民は「Nagueños」と呼ばれる。ナガ市は急速に拡大する「メトロ・ナガ」大都市圏の中心で、14の自治体とナガ市がメトロ・ナガ開発委員会（MNDC）に属している。メトロ・ナガはカマリネス・スル州の第2地区全体を含み、第1、第3、第4地区にもまたがっている。
ナガはビコル地方のタイガー・エコノミーを支えている。そのためビコルのクイーンシティと呼ばれている。
ビコル半島の中心にあり、ナガ川とビコル川の合流点にあり、四方を豊かな農地や森林や漁場に囲まれたナガは、理想的な交易中心地であり農産物の集散地でもあった。また教会や政府、学校がここに置かれたのも必然的といえる。
またアジアのマリアン・ピルグリムにとっても重要な都市であり、ピルグリム・シティとも呼ばれている。ナガはカセレス大司教管区の中心がおかれたことで、地域の宗教的中心となった。ダエト教区、レガスピ教区、リブマナン教区、マスバテ教区、ソルソゴン教区やビラク教区などのカセレス大司教管区の支配権はビコル属司教に委ねられていた
。さらにナガは守護聖人であるペニャフランシア像が常に鎮座しているためまわりの町から崇拝されていた。右の画像は国内で最も有名な聖像である。
ナガはニック・ホアキンが創設した7つの太陽が光り輝く黄金の都市の1つに指定されている。
近くのセブにあるナガと区別するため、「Naga City per se」と呼ばれることがある。

## 地理
ナガはルソン島南東部にある南カマリネス州にあり、背後にビコル地方のを中心を擁する。首都マニラからは南東へ377km、中部の中心セブ市からは北東へ380kmの距離にある。ナガはビコル半島の中心にあり、周囲を豊かな森林や漁場、それに農地で囲まれている。市の面積は8,448ha(20,880エーカー)で歴史的に重要な、蛇行したナガ川に囲まれ、ナガ川とビコル川の合流点にあり、理想的な交易中心地であり農産物の集散地でもあった。また教会や政府、学校がここに置かれたのも必然的といえる。市域内にあるイサログ山（Mount Isarog）は、第五地域の中のイサログ山自然公園の中心として知られている。

### バランガイ
ナガには27のバランガイがある。
- アベラ（Abella） (CBD I)
- 北バガンバヤン（Bagumbayan Norte）
- 南バガンバヤン（Bagumbayan Sur）
- バラタス（Balatas）
- カラアグ（Calauag）
- カララヤン（Cararayan）
- カロライナ（Carolina）
- コンセプション・グランデ（Concepcion Grande）
- コンセプション・ペケニャ（Concepcion Pequeña） (CBD II)
- ダイアンダン（Dayangdang）
- デル・ロザリオ（Del Rosario）
- ディナガ（Dinaga） (CBD I)
- 内イグアルダッド（Igualdad Interior）(CBD I)
- レルマ（Lerma） (CBD II)
- リボトン（Liboton）
- マーボロ（Mabolo）
- パコール（Pacol）
- パニシャソン（Panicuason）
- ペニフランシア（英語版）
- サバン（Sabang） (CBD I)
- サンタ・クルス (CBD I)
- サン・フェリペ
- サン・フランシスコ (CBD I)
- サン・イシドロ（San Isidro）
- タブコ（Tabuco） (CBD I)
- ティナゴ（Tinago） (CBD II)
- トリアングロ（Triangulo） (CBD II)

### 気候
ケッペンの気候区分の下ではサバナ気候に分類される。3月から5月は気温が高く乾燥している。この頃の平均気温は 24°Cから 34°C (75°F から 93°F)である。6月から10月までは台風の到来により全般的に雨が多い。11月から2月までは比較的涼しく、気温は22°C から 28°C (72°F から 82°F)である。年間平均湿度は77%である。
| ナガ市の気候           | ナガ市の気候 | ナガ市の気候 | ナガ市の気候 | ナガ市の気候 | ナガ市の気候  | ナガ市の気候   | ナガ市の気候   | ナガ市の気候   | ナガ市の気候   | ナガ市の気候  | ナガ市の気候 | ナガ市の気候 | ナガ市の気候     |
| 月                     | 1月          | 2月          | 3月          | 4月          | 5月           | 6月            | 7月            | 8月            | 9月            | 10月          | 11月         | 12月         | 年               |
| ---------------------- | ------------ | ------------ | ------------ | ------------ | ------------- | -------------- | -------------- | -------------- | -------------- | ------------- | ------------ | ------------ | ---------------- |
| 平均最高気温 °C （°F） | 30.2 (86.4)  | 31.1 (88)    | 32.8 (91)    | 34.3 (93.7)  | 34.2 (93.6)   | 32.4 (90.3)    | 31.3 (88.3)    | 30.8 (87.4)    | 31.1 (88)      | 31.2 (88.2)   | 31.0 (87.8)  | 30.3 (86.5)  | 31.73 (89.1)     |
| 日平均気温 °C （°F）   | 25.6 (78.1)  | 26.1 (79)    | 27.6 (81.7)  | 29.1 (84.4)  | 29.5 (85.1)   | 28.4 (83.1)    | 27.7 (81.9)    | 27.4 (81.3)    | 27.6 (81.7)    | 27.3 (81.1)   | 26.9 (80.4)  | 26.0 (78.8)  | 27.43 (81.38)    |
| 平均最低気温 °C （°F） | 20.9 (69.6)  | 21.1 (70)    | 22.5 (72.5)  | 24.0 (75.2)  | 24.8 (76.6)   | 24.4 (75.9)    | 24.1 (75.4)    | 24.0 (75.2)    | 24.0 (75.2)    | 23.5 (74.3)   | 22.8 (73)    | 21.6 (70.9)  | 23.14 (73.65)    |
| 降水量 mm （inch）     | 6.3 (0.248)  | 3.3 (0.13)   | 7.1 (0.28)   | 9.3 (0.366)  | 100.4 (3.953) | 272.7 (10.736) | 341.2 (13.433) | 398.3 (15.681) | 326.0 (12.835) | 230.0 (9.055) | 120.4 (4.74) | 48.8 (1.921) | 1,863.8 (73.378) |
| 平均降雨日数           | 1.0          | 1.0          | 1.0          | 1.0          | 7.0           | 14.0           | 16.0           | 19.0           | 17.0           | 13.0          | 9.0          | 5.0          | 104              |
| [ 要出典 ]             |              |              |              |              |               |                |                |                |                |               |              |              |                  |

## 歴史
スペイン人植民者到来前は、この街はすでにナガ川沿岸の繁栄する村であった。周囲と比較して武装や文化も卓越したものがあった。スペイン人の支配が始まると、ナガは数百年にわたり交易・教育の中心となり、ビコルを管轄する政府や教会の本拠となった。
1573年、フィリピンを征服したミゲル・ロペス・デ・レガスピの副官、フアン・デ・サルセード（Juan de Salcedo）は、この地に対する二度目の遠征でこの村に到達し、カリン（ビコル語でナガ Naga）の木が多いことから「ナガ」と名づけた。1575年、サルセードがこの地に置いた部隊の指揮官ペドロ・デ・チャベス（Pedro de Chávez）は、元のナガの村から川の反対にあたる現在の都心部にスペイン式の都市、シウダード・デ・カセレス（Ciudad de Cáceres）を築いた（カセレスの名は、フィリピン総督フランシスコ・デ・サンデ Francisco de Sande の生まれ故郷、スペインのカセレスを記念したものだった）。1595年8月14日のローマ教皇の教書には、セブ市やヌエバ・セゴビアとともにカセレス司教管区の設立と新しい司教座をカセレスに置くことが書かれている。
この時期、植民都市と元の村は一つに融合し、一般にヌエバ・カセレス（Nueva Cáceres）として知られるようになった。スペイン法に基づく市政府も誕生した。17世紀はじめには、フィリピンにはヌエバ・カセレスの他に市は5つしかなかった。ヌエバ・カセレスはアンボス・カマリネス州（Ambos Camarines、両カマリネス）の、後にはカマリネス・スル州の州都となった。これはフィリピン共和国発足後、ナガ独立市（independent chartered city）が公式に誕生するまで続いた。
スペイン支配時期、カセレスの司教はフィリピンのカトリックの序列の中でも特殊な地位にあった。ローマ教皇グレゴリウス13世の教書の力により、スペイン領東インド（フィリピンなど）で起こった教会での問題は、通常なら教皇に上告できるところだがヌエバ・カセレスで最終決定を行いローマには上訴しなくてよいということになった。このためマニラの大司教の決定でもカセレスの司教の審査を経る必要があり、ビコルの司教は教皇の代理としてフィリピンの教会でも最上の地位にあると見られた。このためマニラ大司教とカセレス司教はしばしば衝突を起こしている。
アメリカ支配の到来で、カセレスは町に格下げされた。1919年、街はスペイン名を失い、公式にナガと言う名になった。現在の市としての地位は1948年に得たものである。

## 文化
ナガの先住民は、スペイン人到来前は独自の文化と宗教を持っていた。現在のナガでは、聖母マリアのための祭典、「Feast of Nuestra Señora de Peñafrancia」（聖母ペニャフランシア祭り）が毎年9月に行われる。フィリピン最大の聖母マリアのための祭典は、地域の崇敬を集める聖母マリア像（ペニャフランシア像）を、通常安置されている教会（Peñafrancia Basilica Minore）から400年の歴史を持つナガ・メトロポリタン聖堂へ運ぶ行進から始まる。聖堂でのノベナ（9日間の祈り）のあと、市民はパレード、市街地でのパーティー、歌唱コンテスト、展覧会、コンサート、その他を楽しむ。最後に9月の第3土曜日、ペニャフランシア像は人々に担がれ、ナガ川を船でパレードしてもとの教会へ戻る。

## 商業と教育
ナガはビコルにおける金融と産業の中心地で、多くの銀行や企業が支店を置く業務中心地域が市内に複数ある。商業施設も多く、ファッションやライフスタイルの中心になるビルや3つのショッピングモール、古くからの地元の市場も多くある。
大学は3つある。イエズス会系のアテネオ・デ・ナガ大学（Ateneo de Naga University）、宗派に関係がなく登録数ではビコル最大の大学ヌエバ・カセレス大学（University of Nueva Caceres）、およびサンタ・イサベル大学（Universidad de Santa Isabel）は極東最古の女子学校である。その他、第4の大学といえるナガ・カレッジ・ファウンデーションがあるほか、マニラの大学の分校、各種専門学校も多い。

## 交通
ナガは陸上交通および航空が便利である。近くにあるカマリネス・スル州の州都ピリにはナガ空港があり、マニラの国内線専用空港へは35分から45分で着く。鉄道では市内にナガ駅があり、ビコル地方の中心駅となっている。マニラからレガスピ間のの列車は2006年の水害により運休となっていたが、新たにJR東日本から譲渡された車輌を使用し、2011年にナガまでの運行が再開している。レガスピまでの運行再開次期は未定。通常はハイウェイで8時間から10時間ほどの道のりである。セブ市からは船便だと、ビコル最南端のソルソゴン州までのフェリー経由で22時間かかる。